# Бехинген-ан-дер-Бренц
Бехинген-ан-дер-Бренц (нем. Bächingen an der Brenz) — община в Германии, в земле Бавария.
Подчиняется административному округу Швабия. Входит в состав района Диллинген-ан-дер-Донау. Подчиняется управлению Гундельфинген-ан-дер-Донау. Население составляет 1299 человек (на 31 декабря 2010 года). Занимает площадь 7,34 км².

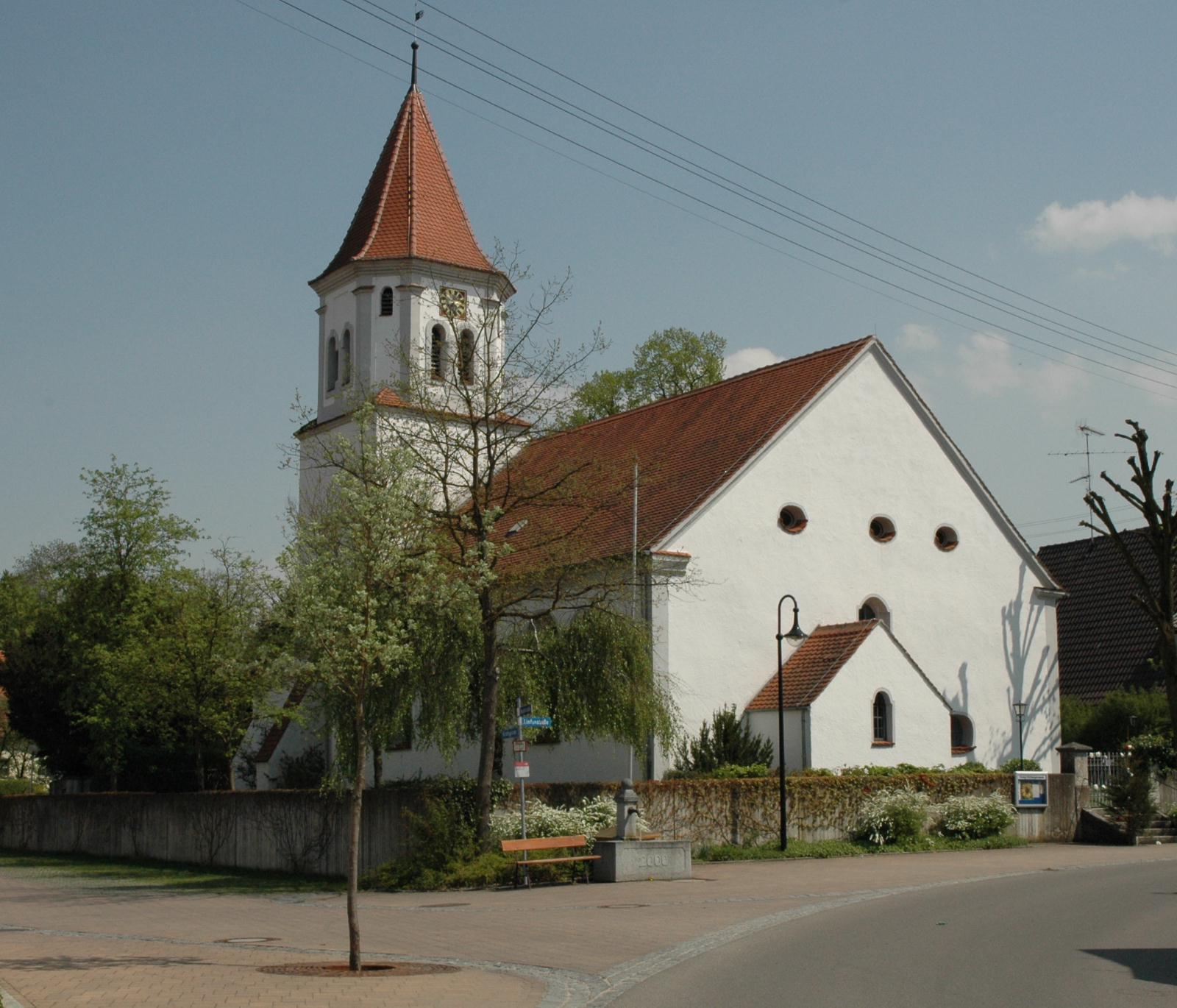
Бехинген-ан-дер-Бренц